# Naamanes (morto em Calínico)
Naamanes (em grego: Νααμάνης) ou Anumane (an-Nu'man) foi um nobre lacmida do século VI, filho do rei Alamúndaro III. Em 19 de abril de 531, lutou ao lado de seu pai na Batalha de Calínico como um dos comandantes árabo-sassânida contra as tropas bizantinas do general Belisário. Embora os aliados saíram vitoriosos, Naamanes foi morto em combate. É sabido que foi pai de Aleja.